# Die letzten Kinder von Schewenborn
Die letzten Kinder von Schewenborn oder … sieht so unsere Zukunft aus? ist der Titel eines 1983 veröffentlichten Romans von Gudrun Pausewang, in dem sie das Szenario eines Atomkriegs in der Bundesrepublik Deutschland entwickelt. Der Ort Schewenborn ist fiktiv, hat jedoch ein reales Vorbild: Schlitz in Osthessen, Pausewangs damaligen Wohnort. Die geographische Lage im so genannten Fulda Gap wurde zur Zeit des Erscheinens des Romans auch öffentlich als mögliches (auch nukleares) Schlachtfeld einer etwaigen Konfrontation zwischen Warschauer Pakt und NATO diskutiert.

## Handlung
Die Geschichte spielt zur Zeit des Kalten Krieges. Der Ich-Erzähler ist der zu Beginn der Geschichte 12-jährige Roland Bennewitz aus Frankfurt-Bonames, der mit seinen Eltern Klaus und Inge sowie seinen Schwestern Judith und Kerstin nach Schewenborn fährt, um dort die Großeltern zu besuchen. Trotz einer internationalen Krise zwischen West und Ost entschließt sich die Familie, die Reise anzutreten. Während der Fahrt werden sie, wenige Kilometer von Schewenborn entfernt, Zeugen einer großen, grellen Explosion. Der Vater vermutet sofort, dass eine Atombombe explodiert sein muss, und will umkehren, die Mutter sorgt sich jedoch um die Großeltern und möchte erst in Schewenborn nach ihnen sehen. Da umgestürzte Bäume ihre Weiterfahrt behindern, gehen Eltern und Kinder den Rest der Strecke zu Fuß.
Die Familie kommt unversehrt in Schewenborn an. Die Großeltern sind nicht zu Hause, sondern befanden sich zum Zeitpunkt der Explosion nach Auskunft einer Nachbarin im rund zwanzig Kilometer entfernten Fulda; Rolands Mutter begibt sich zu Fuß dorthin und stellt fest, dass die Stadt vollkommen ausradiert ist. Nach ihrer Rückkehr berichtet sie ihrem Mann, dass dort niemand überlebt hat, und hofft, dass die Großeltern „sofort verglüht“ sind. Sie erzählt auch von Überlebenden aus den zwischen Schewenborn und Fulda gelegenen Orten, die schwerverletzt Richtung Schewenborn flüchten – sofern sie nicht unterwegs an ihren schweren Verletzungen sterben. Da die Straßen durch umgestürzte Bäume blockiert sind, kann die Familie nicht mehr nach Frankfurt zurückfahren.
Sie richtet sich daher im beschädigten Haus der Großeltern ein und muss sich fortan mit den Folgen des Angriffs auseinandersetzen: Es gibt keinen Strom und kein Leitungswasser mehr, das Telefonnetz funktioniert nicht und der Ort ist von sämtlichen Nachrichtenquellen abgeschnitten. Selbst mit batteriebetrieben Radios und Fernsehern kann man nichts empfangen, so als würde nichts gesendet. Im teilweise zerstörten Schewenborn löst sich bald die Ordnung völlig auf, die Nahrungsmittel werden knapp und es kommt zu Plünderungen mit Mord und Totschlag, vor allem nachdem deutlich wird, dass keine Hilfe von außen zu erwarten ist: Berichte von umherziehenden Überlebenden lassen erkennen, dass nicht nur Fulda, sondern offenbar auch viele andere Städte durch Atombomben zerstört wurden. Offenbar existiert keinerlei staatliche Ordnung mehr, da weder Hilfsmaßnahmen stattfinden noch Polizei oder Militär zu sehen sind.
Roland hilft freiwillig im örtlichen Krankenhaus und sieht dort das Leid der Verwundeten, die zum großen Teil von außerhalb nach Schewenborn gekommen sind und fast alle neben ihren schweren Verletzungen auch an der Strahlenkrankheit leiden. Er kann, wie auch das Personal des Krankenhauses, kaum etwas für sie tun, da es bald keine Medikamente und kein Verbandsmaterial mehr gibt; auch ein Mädchen, mit dem er sich angefreundet hat, stirbt schließlich an der Strahlenkrankheit. Eine sterbende Frau bittet ihn, sich um ihre Kinder Jens und Silke zu kümmern. Roland nimmt sie mit nach Hause, wo seine Mutter es nicht übers Herz bringt, sie wieder wegzuschicken. Trotz der knappen Lebensmittel werden die beiden in die Familie aufgenommen. Gemeinsam mit einer Schulfreundin versucht Rolands Mutter, die vielen elternlosen Kinder zu versorgen, die sich im Hof des Krankenhauses aufhalten. In einem alten Schloss richten sie ein behelfsmäßiges Kinderheim ein, Rolands ältere Schwester Judith hilft ihnen dabei.
Trotz der Beerdigung der Toten in Massengräbern lassen die hygienischen Verhältnisse Schlimmes erahnen: Tatsächlich bricht in Schewenborn eine Typhusepidemie aus. Bald erkranken alle Mitglieder der Familie an Typhus – bis auf Rolands ältere Schwester Judith, bei der aber die ersten Symptome der Strahlenkrankheit sichtbar werden. Sie muss ihre kranken Familienmitglieder pflegen, so dass ihr nichts anderes übrig bleibt, als die Kinder im Schloss sich selbst zu überlassen. Kerstin, Rolands leibliche Schwester, und Silke, seine Pflegeschwester, überleben die Krankheit nicht. Als Roland und seine Eltern wieder einigermaßen auf den Beinen sind, stirbt Judith an der Strahlenkrankheit. Da er zu schwach ist, um sie zu beerdigen, muss er sie Männern übergeben, die in der Stadt die Toten einsammeln und verbrennen. Als Roland und sein Vater wieder einigermaßen zu Kräften gekommen sind, beginnen sie Lebensmittel und Brennholz zu sammeln. Bei ihren Wanderungen bemerken sie Spuren der radioaktiven Verseuchung. Roland will zunächst aus Angst vor den Strahlen nichts mehr essen, doch bald ist der Hunger stärker. Noch schwieriger wird die Situation, als Rolands Mutter feststellt, dass sie schwanger ist.
Der Roman lässt offen, wie groß das Ausmaß des nuklearen Schlagabtauschs gewesen ist und ob es überhaupt einen solchen gegeben hat – zumindest scheint ganz Mitteleuropa zerstört zu sein, da Roland und sein Vater auf der Suche nach Nahrung Menschen aus der Tschechoslowakei, den Niederlanden und anderen Ländern begegnen. Sie gelangen eines Tages auch an die nicht mehr bewachte innerdeutsche Grenze und erfahren dort von einem Einheimischen, dass Eisenach und Meiningen zerstört sind und um Berlin herum „kein Stein mehr auf dem anderen“ stehe. Es gibt jedoch nach wie vor keine offiziellen Nachrichten, nur durch Berichte von umherziehenden Überlebenden und Gerüchte kann sich die Familie ein Bild machen.
Dass auch Frankfurt am Main zerstört ist, sehen sie jedoch mit eigenen Augen: Angesichts des Elends in Schewenborn entwickelt Rolands Mutter die fixe Idee, dass in ihrer Heimatstadt Frankfurt schon längst wieder Ordnung herrschen müsse. Obwohl der Vater versucht, sie zu überzeugen, dass Frankfurt mit Sicherheit zerstört sein muss, beharrt sie auf ihrer Vorstellung, dort sei wieder ein halbwegs normales Leben möglich, und ist selbst durch Berichte von Augenzeugen, die das völlig verwüstete Rhein-Main-Gebiet gesehen haben, nicht davon abzubringen. Alle Tatsachen deutet sie beharrlich um: Da keine Überlebenden aus Frankfurt unterwegs seien, müsse die Stadt noch bestehen! Den Einwand ihres Mannes, auch aus dem völlig zerstörten Fulda seien keine Überlebenden anzutreffen, weil eben kein Bewohner überlebt habe, ignoriert sie.
Schließlich packt die schwangere Mutter ihre Sachen und will mit dem kleinen Jens nach Frankfurt zurückwandern. Da der Vater sie nicht aufhalten kann und es besser findet, wenn alle Familienmitglieder zusammenbleiben, schließen Roland und er sich an. Somit wandert die Familie trotz des Winters nach Frankfurt und sieht dort, wie zu erwarten, nur ein Trümmerfeld. Auf dem Rückweg stirbt Jens an der Grippe, die inzwischen ausgebrochen ist und viele Todesopfer fordert. In vielen Orten wird der Familie die Unterkunft verweigert, zahlreiche Dörfer haben sich mit Stacheldraht gesichert und lassen keine Fremden mehr hinein, da die Bewohner sich vor Seuchen und Dieben fürchten. Desillusioniert und völlig entkräftet kehren Roland und seine Eltern zurück.
In Schewenborn erwartet sie eine böse Überraschung: Eine Nachbarin, die auf das Haus der Großeltern aufpassen sollte, betrachtet es nun als ihr Eigentum und verwehrt ihnen den Zutritt. Bei Rolands Mutter haben jedoch die Wehen eingesetzt, so dass das Baby, ein Mädchen, im Keller des alten Schlosses zur Welt kommt. Die Mutter stirbt bei der Geburt und bei Tageslicht müssen Roland und sein Vater feststellen, dass das Baby schwere Missbildungen durch die Verstrahlung aufweist. Da der Vater sie nicht ernähren kann und sie wegen der Behinderung auch kaum eine Überlebenschance hätte, tötet der Vater die kleine Jessica Marta.
Roland ist am Schluss des Romans 17 Jahre alt und unterrichtet die Kinder des Ortes in einer Schule, die er und sein Vater aufgebaut haben. In einem Rückblick wird berichtet, wie die Überlebenden in den letzten Jahren durch Hunger und Strahlenkrankheit weiter dezimiert wurden, da wegen der Verstrahlung kaum etwas auf den Feldern wuchs. Nur durch die zufällig entdeckten Vorräte einer unterirdischen Militärbasis konnten sie die schlimmste Zeit überstehen. Mittlerweile hat sich ihr Leben aber immerhin ein bisschen normalisiert, vor allem, weil wenigstens Kartoffeln und robuste Gemüsesorten wieder gedeihen. Auch die Ordnung unter den Überlebenden ist wenigstens einigermaßen zurückgekehrt, Schewenborn hat sogar wieder einen Bürgermeister und die Bewohner versuchen sich, so gut es geht, gegenseitig zu helfen. Doch sind fast alle der wenigen Kinder, die noch geboren werden, behindert oder sterben nach kurzer Zeit. Mit Rolands Vermutung, dass die kranken und verstörten Kinder seiner Schulklasse wohl „die letzten Kinder von Schewenborn“ seien, endet das Buch.

## Einordnung in das Werk der Autorin
Der Roman lässt sich als Buch „zur Warnung und zum Wachrütteln“ einordnen. Pausewang äußerte bei der Veröffentlichung, „hinterher solle niemand sagen können, wir hätten es nicht gewusst“. Es ist ein vor allem im schulischen Bereich viel gelesenes Buch, das ein jugendliches Lesepublikum gleichermaßen ansprechen wie auch erschüttern kann. In einigen Bundesländern wie z. B. Sachsen-Anhalt oder Nordrhein-Westfalen gehört es zum Unterrichtsstoff der achten Klasse.
Ein ähnliches Jugendbuch derselben Autorin ist Die Wolke. Beide Bücher spielen am selben Ort und spiegeln die Angst vor einer nuklearen Verseuchung wider, die insbesondere Anfang der 1980er-Jahre und nach dem Reaktorunfall von Tschernobyl 1986 herrschte.
Tilman Spreckelsen schrieb 2011 in der FAZ über seine westdeutschen Altersgenossen, Die Wolke sei „vermutlich so tief im kollektiven Gedächtnis der heute Zwanzig- bis Fünfundvierzigjährigen verankert wie kaum ein zweites“.

## Kritik
Jörg Sundermeier betont in seiner Besprechung für das Magazin fluter die Ambivalenz des Buches. Pausewang schockiere zwar, kläre aber nicht auf. Mit plastischen Beschreibungen der Folgen eines Atomkriegs möchte Pausewang den Leser warnen. Hier sei sie eine typische Vertreterin der Friedensbewegung der 1980er-Jahre. Aus der heutigen Perspektive wirke das Thema des Buches jedoch anachronistisch. Zudem falle die blutrünstige Sprache auf sowie die undifferenzierte Behandlung des Begriffs Holocaust und der Sterbehilfe-Thematik. Letztendlich verhindere auch die Perspektive des 13-jährigen Jungen einen objektiven Blick auf die Umstände des Nuklearkriegs.
Ines Boban und Andreas Hinz nehmen vor allem die Behindertenfeindlichkeit im Buch kritisch wahr und begründen so, dass es in der Grundschule nicht gelesen werden sollte.
Sven Nickel erwähnt das Buch in seinem Artikel  „Gesellschaftliche Einstellungen zu Menschen mit Behinderungen und deren Widerspiegelungen in der Kinder- und Jugendliteratur“ (1999) als Beispiel für den Einsatz von Behinderung als dramaturgisches Mittel in der Kinder- und Jugendliteratur. Er bemängelt, dass Pausewang ein Bild von Behinderung zeichne, das diese als „schlimmere Alternative zum Tod, als Aufforderung zur aktiven Sterbehilfe und sogar als Rechtfertigung für einen Mord an einem Neugeborenen mit schwersten Beeinträchtigungen“ stilisiere. Weiterhin reproduziere Pausewang behindertenfeindliche Narrative unkritisch und unreflektiert.
Jenny Willner diskutiert anhand des Buches Formen transgenerationaler Übertragung von Schuld und rückt das Verhältnis der Ökologiebewegung zur Lebensreformbewegung in den Fokus. Pausewangs Schaffen stehe im Zeichen der Abgrenzung gegenüber der NS-Generation. Es zeige sich jedoch, dass Die letzten Kinder von Schewenborn ein melancholisches Verhältnis zum Gegenstand dieser Abgrenzung pflegt:

„In Schewenborn gehen alle Linien biologischer Erbschaft ihrem Ende zu, es wird nur noch ausgestorben. Aus der mit allen literarischen Mitteln konstruierten Not heraus tötet der Vater das Neugeborene: ‚Was ist wohl barmherziger – so oder so?‘ Spätestens hier drängt sich die konsequent verschwiegene Schuld der Großelterngeneration auf. Bereits im Namen der Stadt ist das vitale, hoffnungseinflößende Leben durch etwas Schiefes ersetzt worden: Schewe, Scheve, Scheef für Schief – wie schief gewachsen. Schewenborn klingt wie Lebensborn, die Spitze des bioligistischen [sic] NS-Bestrebens um kräftige, gesunde Arier. Das Schicksal der Schewenborner suggeriert, dass die Konsumgesellschaft der Nachkriegszeit das verspielt hat, was zu den positiv gesetzten biopolitischen Zielen des Nationalsozialismus gehörte: Naturnähe, Abhärtung, Gesundheit und starke deutsche Kinder. Zu dieser geheimen Lustquelle pflegt das Buch ein melancholisches Verhältnis.“

## Preise
- Buxtehuder Bulle 1983
- Zürcher Kinderbuchpreis / La vache qui lit 1983
- Preis der Leseratten
- Gustav-Heinemann-Friedenspreis